# Maro (rivier)
De Maro of Merauke is een rivier in het regentschap Merauke in het zuidoosten van de Indonesische provincie Papoea, in het mid-zuiden van het eiland Nieuw-Guinea. De rivier ontspringt nabij de grens met Papoea-Nieuw-Guinea ten westen van het Gab-Gabmeer, stroomt in zuidwestelijke richting en mondt uit in de Arafurazee. De belangrijkste zijrivier is de Obat (Oba). Aan de monding ligt de stad Merauke. Hier bevinden zich ook een aantal warmwaterbronnen.
De rivier staat onder sterke invloed van het getij over het grootste deel van haar loop en de benedenloop wordt beïnvloed door het zeewater. Rondom de rivier ligt een complex netwerk van moerassen en hoefijzermeren waar veel vogels en reptielen leven. Aan de zuidzijde van de rivier ligt het nationaal park Wasrur - Rawa Biru. Ten noordwesten van de rivier stroomt de Kumbe.
De beide namen van de rivier komen van het Papoeavolk Marind-anim, die de Nederlanders bij de stichting van Merauke in 1902 op de vraag hoe de plek heette verklaarden 'Maro ke'; "dat is de Maro", waarmee ze echter niet de plek bedoelden (die noemen ze Ermasoe) maar de rivier.